# 罗什莱克莱瓦勒
罗什莱克莱瓦勒（法語：Roche-lès-Clerval，法語發音：[ʁɔʃ lɛ klɛʁval]，意为“克莱瓦勒附近的罗什”）是法国杜省的一个市镇，属于蒙贝利亚尔区。

## 地理
罗什莱克莱瓦勒（47°22'3"N, 6°28'53"E）面积5.34 平方千米，位于法国勃艮第-弗朗什-孔泰大區杜省，该省份为法国东部内陆省份，北起上索恩省，西接汝拉省，东部及东南部与瑞士接壤，东北部与贝尔福地区省接壤。
与罗什莱克莱瓦勒接壤的市镇（或旧市镇、城区）包括：布拉讷、小克罗塞、耶夫尔马尼、耶夫尔帕鲁瓦斯、洛蒙叙克雷特、派德克莱瓦勒。

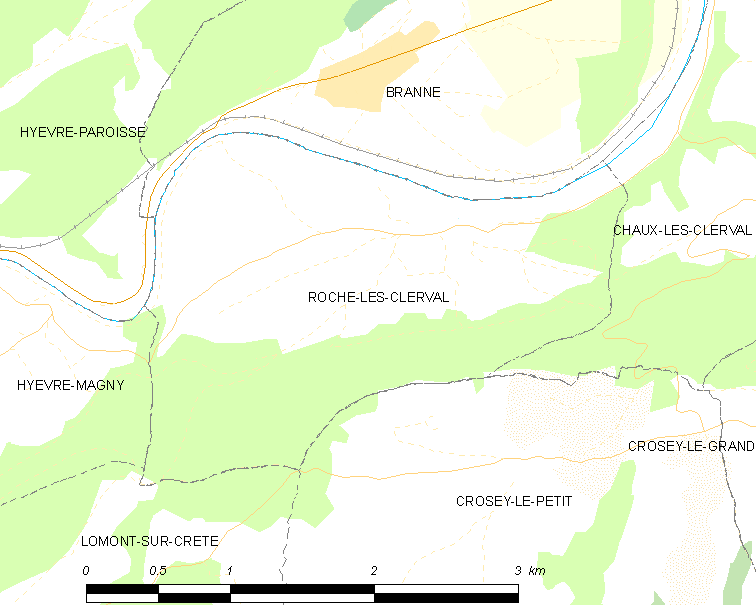
罗什莱克莱瓦勒的OSM定位图

罗什莱克莱瓦勒的时区为UTC+01:00、UTC+02:00（夏令时）。

## 行政
罗什莱克莱瓦勒的邮政编码为25340，INSEE市镇编码为25496。

## 政治
罗什莱克莱瓦勒所属的省级选区为巴旺县。

## 人口

1962-2008年间罗什莱克莱瓦勒人口变化图示

罗什莱克莱瓦勒于2022年1月1日时的人口数量为98人。